# Volkssturm
La Volkssturm (en alemán: [ˈfɔlks.ʃtʊɐ̯m], traducido al español como: fuerzas de asalto del pueblo o simplemente Tormenta del Pueblo) fue la milicia nacional alemana, creada en los últimos días de la Alemania nazi, específicamente el 18 de octubre de 1944 bajo las órdenes de Joseph Goebbels, por lo que todos los varones entre los 16 y 60 años fueron reclutados e integrados en el plan de defensa de la patria, la guerra total contra el avance del Ejército Rojo en el este, y las tropas anglo-estadounidenses en el oeste y en el sur.

## Historia

### Creación y organización
Si bien la idea de crear el Volkssturm se originó en 1935, no fue sino hasta la segunda mitad de 1944 cuando los líderes alemanes abordaron seriamente la posibilidad de efectuar un reclutamiento masivo entre la población civil alemana, incluyendo a categorías de hombres que previamente habían estado exentas del servicio militar por su edad o condición socioeconómica. Al agravarse la situación militar de la Alemania nazi en la Segunda Guerra Mundial, surgió en Hitler y el líder nazi Martin Bormann la idea de realizar una leva militar generalizada para cubrir las serias bajas sufridas por la Wehrmacht e instaurar en la población civil alemana una identificación total con el destino del régimen nazi, que estimularía la resistencia a una inminente invasión extranjera (situación que el pueblo alemán no vivía desde los días de Napoleón Bonaparte). Precisamente, el 130.º aniversario de la Batalla de Leipzig de 1813 fue elegido como fecha para que Hitler pronunciara su discurso anunciando la creación del Volkssturm, en el que enfatizó que esta milicia sería la defensa final de Alemania contra las tropas foráneas que la amenazaban desde el este y el oeste.

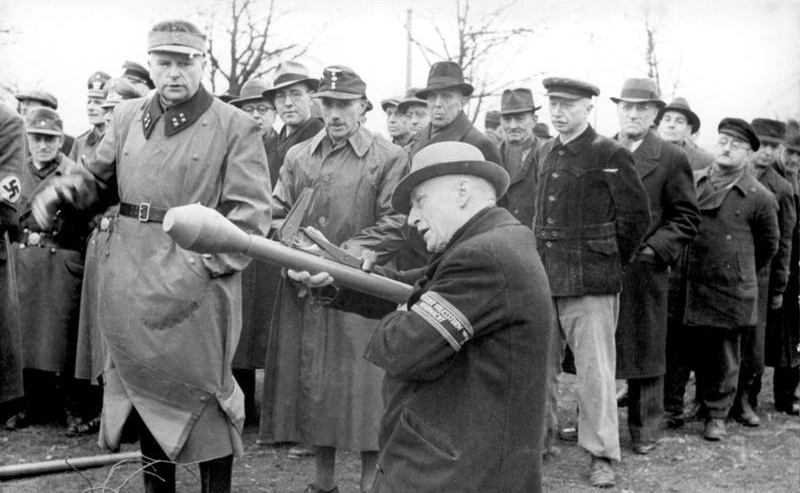
Un oficial del Volkssturm enseña el uso de un Panzerfaust a un combatiente mayor de 60 años en los preparativos de la defensa de Berlín, a principios de 1945.

En los días posteriores, Martin Bormann, por orden directa de Hitler, reclutó casi seis millones de alemanes para formar una milicia nacional, entregando las respectivas órdenes a todos los Gauleiter locales. La unidad básica del Volkssturm era un batallón de 642 hombres, compuestos en su mayoría por miembros de las Juventudes Hitlerianas, ancianos, personas en situación de discapacidad y personas consideradas anteriormente no aptas para prestar servicio militar. Pese al esfuerzo inicial de Bormann, durante los últimos meses de la guerra, el Volkssturm estuvo bajo el mando del jefe de las SS Heinrich Himmler y participó en la defensa de Berlín.
Rasgo notable del Volkssturm fue que, desde el principio, Hitler y Himmler insistieron no solo en la preparación estrictamente militar de los reclutas, sino además en llenar de fanatismo nacionalista a estas milicias, para así determinarlas a combatir hasta su aniquilación; por ello el Volkssturm no empezó a operar bajo el control directo de la Wehrmacht, sino bajo la dirección del mismo NSDAP, mediante sus jefes locales de cada ciudad o región.

## Estructura
La división más grande del Volkssturm era el batallón, que constaba de tres compañías, en las que había tres pelotones, divididos en tres secciones. Al final de la guerra, se organizaron unos 700 batallones Volkssturm. Todos los Volkssturm's fueron clasificados como soldados que obedecían las regulaciones del ejército durante toda su vida útil. Todos los miembros de las SA, las Juventudes Hitlerianas y el NSDAP retuvieron el título y el puesto en sus organizaciones, sin embargo, el servicio en el Volkssturm era un deber prioritario. Los reclutas de estas unidades paramilitares tuvieron que someterse a un breve programa de entrenamiento, los instructores eran instructores de las fuerzas armadas. Se esperaba que tal entrenamiento fuera suficiente para aprender a manejar un fusil, Panzerfaust, Panzerschreck y granadas de mano. Los conscriptos del Volkssturm también hicieron un juramento personalmente a Hitler.
Texto del juramento:

Hago este juramento sagrado ante Dios de que seré incuestionablemente fiel y obediente al Gran Imperio Alemán y a Adolf Hitler. Prometo solemnemente que lucharé audazmente por mi patria y moriré mejor que sacrificar la libertad, dejando así el futuro social de mi pueblo a merced del destino.

Del decreto de Hitler sobre la creación de Volkssturm:
Posiciones de lucha del Volkssturm alemán
1. La fidelidad, la obediencia y el coraje forman la base del estado y lo hacen irresistible. Fiel a su juramento, el soldado del Volkssturm lucha ferozmente en todas las posiciones, con fe en la victoria. Siendo fiel al Führer hasta la tumba, prefiere morir en la batalla antes que pedirle misericordia al enemigo.
2. Siendo insuperable en su firmeza, dedicación y asociación, el Volkssturm es un ejército de los mejores idealistas en Alemania.
3. Si algún comandante en una situación desesperada decide detener la lucha, entonces en este caso en el Volkssturm alemán se aplica la costumbre tradicional de nuestros valientes guerreros marineros. El comando se transfiere a la parte de la persona que quiere continuar la lucha, ya sea el más joven.
4. Al ser educado para preservar el secreto, el soldado del Volkssturm desprecia la traición en relación con su tierra natal y sus camaradas. Ni la tentación ni la amenaza pueden romper su secreto.
5. De manera caballeresca hacia las mujeres, por precaución hacia los niños, enfermos y ancianos, el soldado del Volkssturm está listo para el sacrificio extremo por amor a la gente, a la patria. En relación con el enemigo, que amenaza la libertad y la vida y quiere deshonrar a nuestras esposas y matar niños, alberga un odio apasionado.
6. Si, siguiendo el ejemplo de nuestros padres, nos mantenemos fieles a nosotros mismos y a nuestro más alto deber hacia la gente, entonces el Señor Dios bendice nuestra lucha. Llamados en el momento más difícil para defender la patria, no descansaremos hasta que se gane la victoria y la paz y se consolide la libertad del imperio.

### Organización
Todos los futuros reclutas del Volkssturm se dividieron en cuatro categorías.
Categoría I: las personas que no estaban empleadas en la producción podrían servir dentro del distrito administrativo, debían haber sido ubicadas en los cuarteles. 1.200.000 personas, 1850 batallones, de los cuales 400 eran en los distritos fronterizos. Esto incluía miembros del NSDAP, generales de las SS, SA, NSFK, NSKK y funcionarios públicos.
Categoría II: las personas empleadas en la producción solo podían servir en su distrito de origen, estaban establecidos en sus apartamentos. 2.800.000 personas, 4.860 batallones, de los cuales 1.050 estaban en los distritos fronterizos.
Categoría III: jóvenes de 16 a 20 años. 600.000 hombres, 1.040 batallones.
Categoría IV: las personas con discapacidad y los voluntarios mayores de 60 años podían realizar las tareas de protección de las instalaciones de retaguardia, los campos de concentración y los campos de prisioneros de guerra. 1.400.000 hombres, 2.430 batallones.

## Rangos, uniforme e insignia

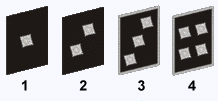
Gruppenführer (1), Zugführer (2), Kompanieführer (3), Bataillonsführer (4).

Brazalete de los combatientes Volkssturm.

El uniforme de color gris llevaba un brazalete en el brazo izquierdo de color rojo/negro/rojo con la inscripción «Deutscher Volkssturm Wehrmacht» flanqueado por dos águilas, además se le agregaban pines plateados al collar del miembro, que designaban su rango. En vista de que la Wehrmacht no pudo entregar uniformes a todos sus miembros, la mayoría llevaba ropas civiles o el uniforme de su trabajo o empleo; entre ellos el uniforme de conductor de trenes era muy popular.
También predominaba el uniforme marrón de las Juventudes Hitlerianas, y los soldados soviéticos a veces no les disparaban por pensar que eran de su bando (algunas unidades del Ejército Rojo también usaban uniformes de una tonalidad marrón) y cuando los capturaban pensaban que eran espías. Los rangos e insignias del Volkssturm eran los siguientes:
| Rango Volkssturm   | Traducción                       | Rango equivalente    | Insignia            |
| Bataillonsführer   | Jefe de Batallón                 | Mayor                |                     |
| Bataillonsarzt     | Médico de Batallón               | Capitán              | y Vara de Esculapio |
| Kompanieführer     | Jefe de Compañía                 | Capitán              |                     |
| Zugführer          | Jefe de Sección                  | Teniente             |                     |
| Sanitätsdienstgrad | Médico auxiliar                  | Cabo                 |                     |
| Gruppenführer      | Jefe de Pelotón                  | Cabo                 |                     |
| Volkssturmmann     | Hombre de la Tormenta del Pueblo | Recluta/Soldado raso |                     |

Los miembros del Volkssturm usaban mucho las armas del derrotado ejército italiano, así como armas antiguas que habían sido dadas de baja por el ejército, e inclusive armas de diverso origen (Francia, Países Bajos, Checoslovaquia, Dinamarca, Noruega, Polonia, Bélgica, Unión Soviética) que la Wehrmacht había capturado y almacenado durante años en sus depósitos. Esto causó graves problemas de logística, pues era muy difícil obtener a tiempo las municiones adecuadas para unidades que utilizaban armas tan diferentes. Para ahorrar materias primas y agilizar la producción de armamento, se les dotó de armas sumamente simplificadas, tales como el subfusil MP 3008 y los fusiles de la serie Volkssturmgewehr. También se les dieron miles de Panzerfaust, un lanzacohetes similar a la Bazooka, arma fácil de fabricar y de gran eficacia antitanque, pero que solamente podía usarse una vez (no era posible recargarlo). Además de estar pobremente armados, los miembros del Volkssturm no tenían suficientes municiones para el combate, y se les exigió obtener por su propia cuenta uniforme, mantas, utensilios de cocina, etc., por lo cual el aspecto final de las tropas reclutadas era sumamente abigarrado y desigual. En realidad la desordenada apariencia de los batallones del Volkssturm no constituía un factor que elevara la moral civil, sino que al contrario mostraba crudamente la desesperada situación militar de la Alemania nazi.

## Desempeño

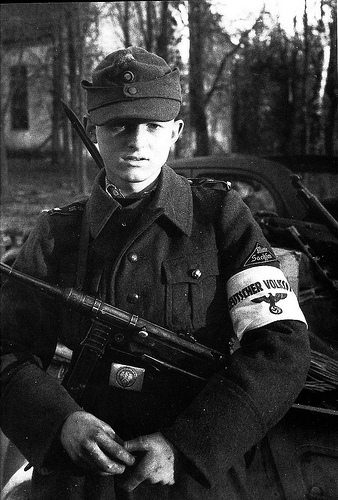
Un combatiente de 16 años de las Juventudes Hitlerianas, adscrito al Volkssturm.

Los miembros del Volkssturm fueron reclutados masivamente desde noviembre de 1944 para darles el entrenamiento adecuado, pues fueron constituidos en milicias en octubre de 1944, pero apenas cuatro meses después de ello (en febrero de 1945) el Ejército Rojo entraba en Prusia Oriental mientras que el 7 de marzo de 1945 las tropas de Estados Unidos cruzaban el río Rin, rebasando la última barrera geográfica que defendía a Alemania. El avance de las operaciones bélicas exigía que la Wehrmacht necesitara urgentemente en el frente de combate a todos sus hombres experimentados, y por ello los reclutas del Volkssturm carecían de instructores adecuados.

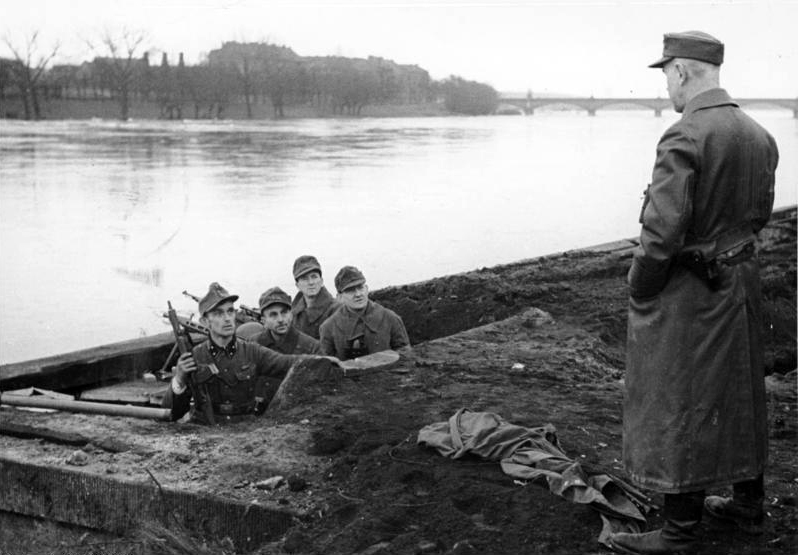
El Volkssturm defendiendo el Rio Oder.

Ciertamente muchos reclutas del Volkssturm habían sido veteranos de la Primera Guerra Mundial o habían cumplido el servicio militar cuando éste fue reinstaurado por Hitler en 1933, por lo cual contaban con nociones fundamentales de disciplina militar y manejo de armas. Pese a esto, otros muchos reclutas carecían de esa experiencia, e inclusive los veteranos de la Primera Guerra Mundial desconocían el uso de armas modernas, por lo cual debían ser nuevamente entrenados para ser útiles en la lucha. Muchas veces los escasos instructores disponibles también solían ser veteranos de la Primera Guerra Mundial, que desconocían el manejo de armas modernas.
Oficialmente se había ordenado que las milicias formadas mediante el Volkssturm prestarían servicio solamente para defender su localidad de origen, pero conforme la situación bélica de la Alemana nazi se hacía más desesperada y aumentaban las bajas en la Wehrmacht, los líderes nazis enviaban milicianos del Volkssturm directamente a combatir en cualquier sitio del frente donde fuese preciso, aun sacando a las milicias de sus propias localidades de base.
Como resultado de este muy deficiente entrenamiento, en muchos casos los reclutas eran enviados al frente sin haber aprendido siquiera a manejar bien su propio armamento, además de ser evidente en muchos casos su total inexperiencia en combate. De esta manera numerosos soldados del Volkssturm murieron negligentemente durante las operaciones, otros muchos practicaron deserciones masivas en el frente, o en todo caso capitularon casi sin lucha ante el avance de sus adversarios (como hicieron varios miles de reclutas del Volkssturm ante tropas estadounidenses en la Bolsa del Ruhr). Por ello los historiadores están de acuerdo en que el valor táctico de estas tropas improvisadas era muy reducido, y exceptuando los casos concretos de la Batalla de Berlín y el cerco de Breslau, su actuación no afectó mucho el avance del enemigo.

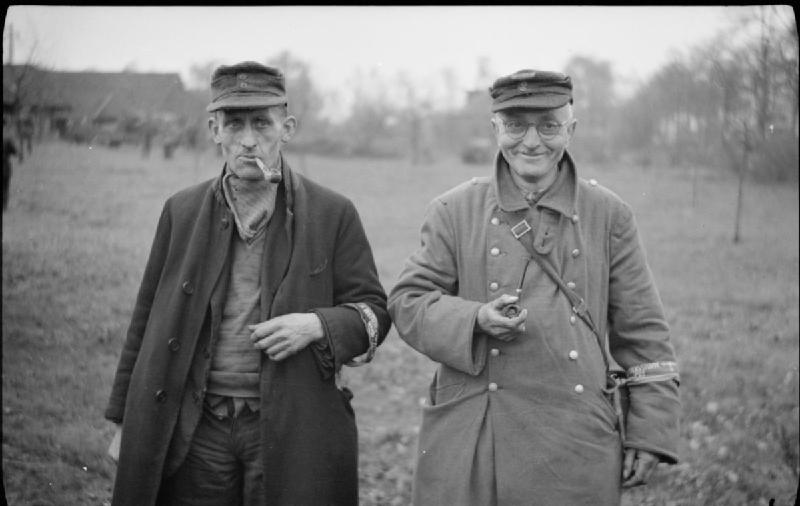
Dos miembros ancianos del Volkssturm, capturados por el ejército británico.

En la Batalla de Berlín, el Volkssturm sufrió numerosísimas bajas, muchas veces a manos de las mismas tropas alemanas, ya que sin experiencia de combate se cruzaban en la línea de fuego de sus propios compañeros, atacándose en medio de la confusión. Por considerarse la última batalla contra el comunismo, y ser los reclutas nativos de la ciudad en su mayoría, los miembros del Volkssturm en Berlín lucharon duramente, aunque poco pudieron hacer para evitar la derrota final. Además, aunque lucharon con valentía, carecían de las armas necesarias para enfrentarse al numéricamente superior Ejército Rojo, contra el cual finalmente no pudieron hacer nada.
En Breslau (actual Breslavia, en Polonia), la situación fue distinta, ya que la ciudad resistió al Ejército Rojo desde el 13 de febrero de 1945 hasta el 6 de mayo del mismo año, cuando los supervivientes del Volkssturm (muchos de ellos adolescentes y ancianos), al mando del General Hermann Niehoff, se rindieron agotados al quedarse sin municiones, carentes casi de alimentos y con la moral combativa muy menguada tras enterarse de la caída de Berlín días antes. Sin embargo, los combatientes del Volkssturm en Breslau consiguieron destruir varios tanques soviéticos con los Panzerfaust y causar muchas bajas al Ejército Rojo. 
A pesar de sus esfuerzos, los últimos cuatro meses de la guerra fueron un ejercicio inútil para el Volkssturm, y la insistencia de los líderes nazis de continuar la lucha hasta el final contribuyó a 1.23 millones de muertes adicionales (aproximadamente), la mitad de ellas personal militar alemán y la otra mitad de la Volkssturm. La figura que el historiador Stephen Fritz presenta no coincide con las observaciones de Richard J. Evans, quien informó que 175,000 miembros de Volkssturm murieron luchando contra los ejércitos profesionales de los Aliados occidentales y la Unión Soviética.  Las cifras de Evans se basan en los miembros enumerados en la tarjeta, que fueron reportados oficialmente como asesinados, pero Martin Sorge señala que esta cifra no incluye los 30,000 enumerados como presuntos desaparecidos o muertos de un informe de 1963.
Los miembros interrogados de la Volkssturm, cuando se les preguntó a dónde habían ido las fuerzas regulares, revelaron que los soldados alemanes se rindieron ante los estadounidenses y los británicos en lugar del Ejército Rojo por temor a represalias relacionadas con las atrocidades que habían cometido en la Unión Soviética.

## Galería

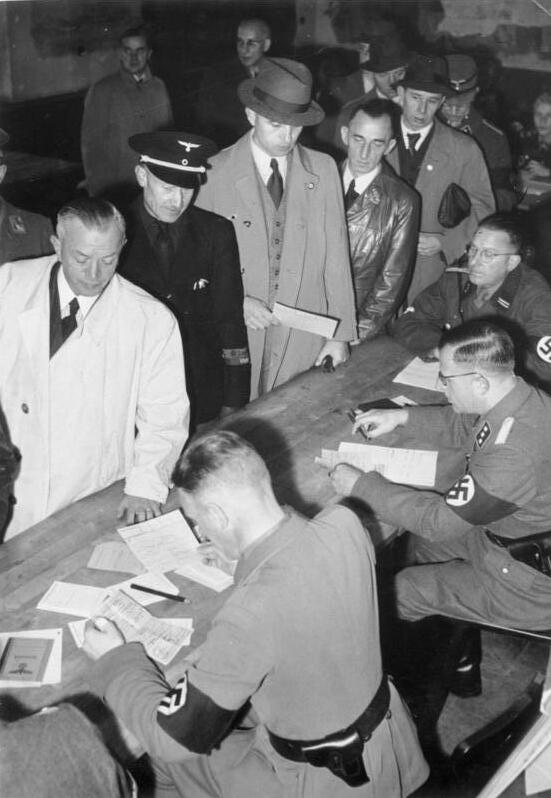
Ciudadanos alemanes de todo el Reich alistandose en los cantones de reclutamiento del Volkssturm, octubre de 1944.
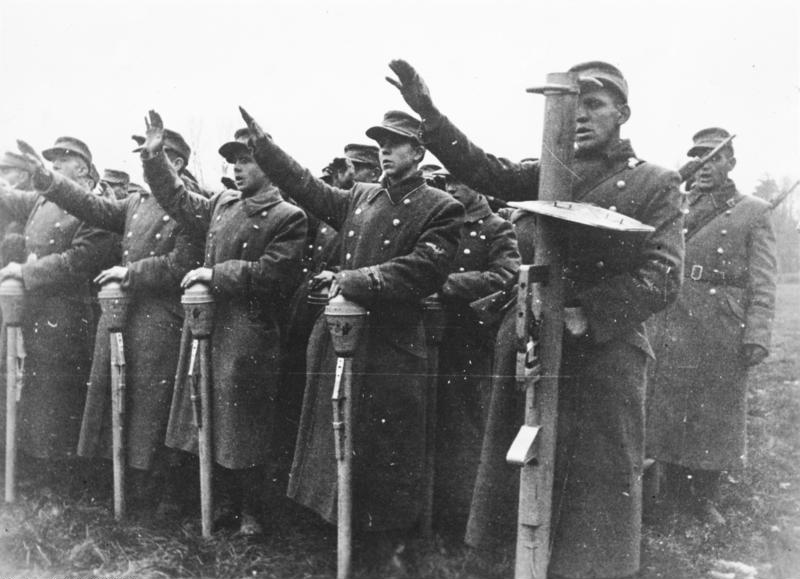
Miembros del Volkssturm jurando, noviembre de 1944.
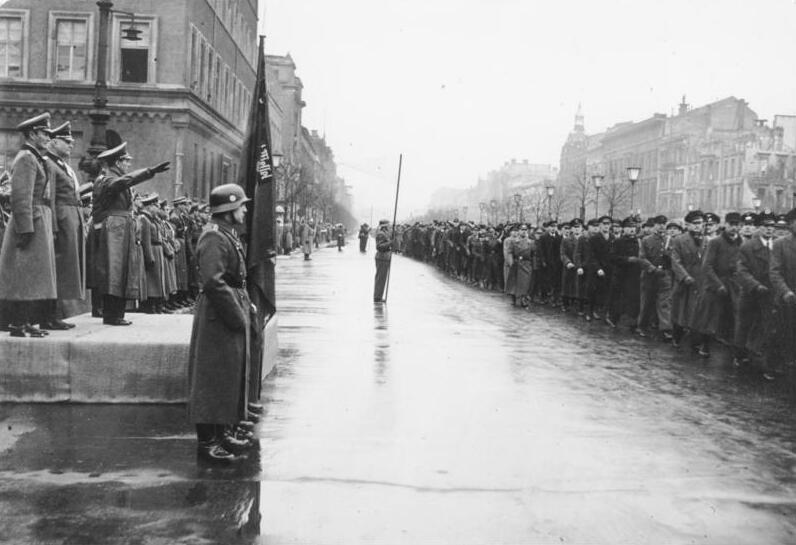
Joseph Goebbels comandando tropas del Volkssturm en Berlín, noviembre de 1944.
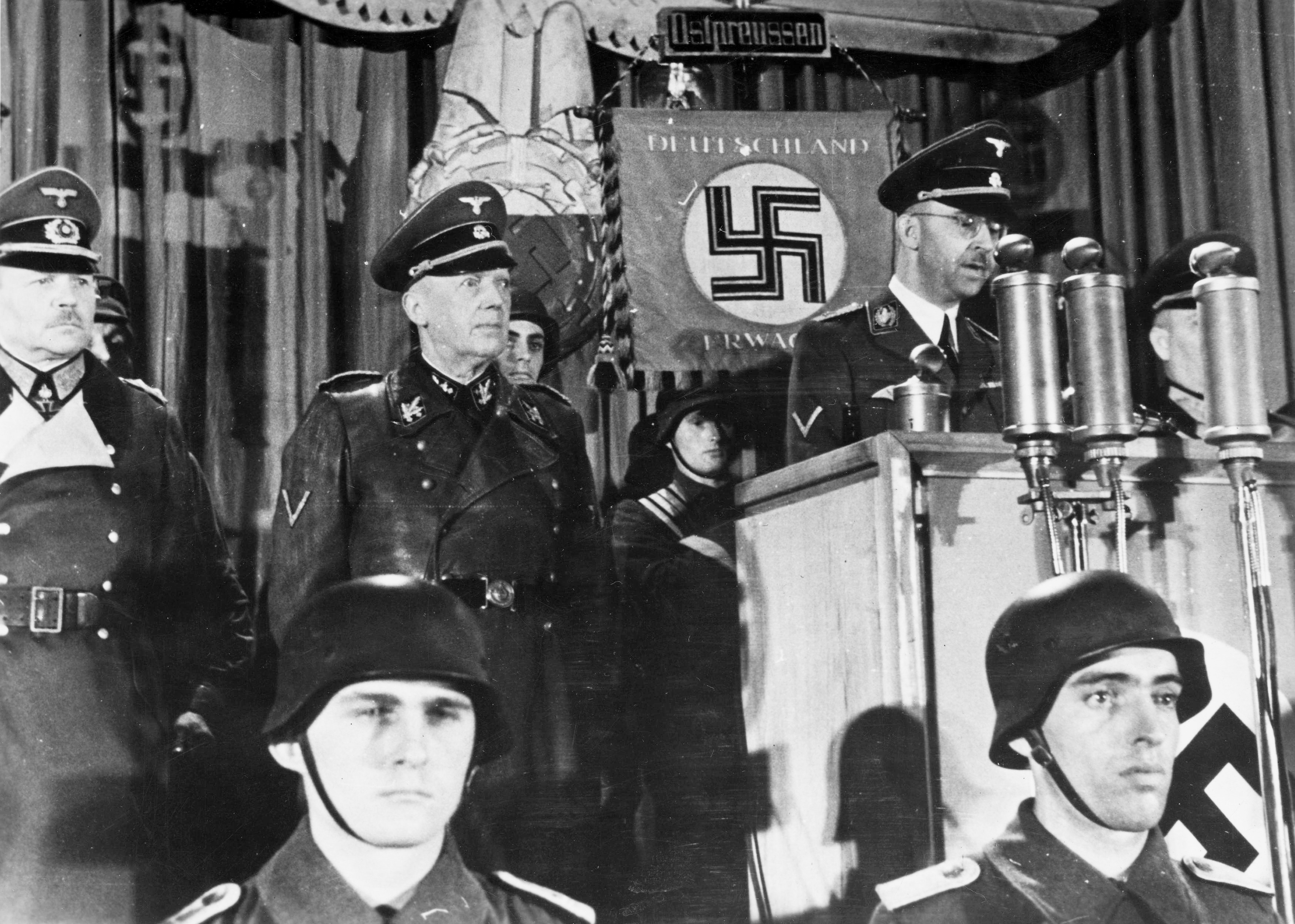
El Reichsführer-SS Heinrich Himmler junto a Heinz Guderian y Hans Lammers dirigiéndose y dando instrucciones a un batallón del Volkssturm, octubre de 1944.
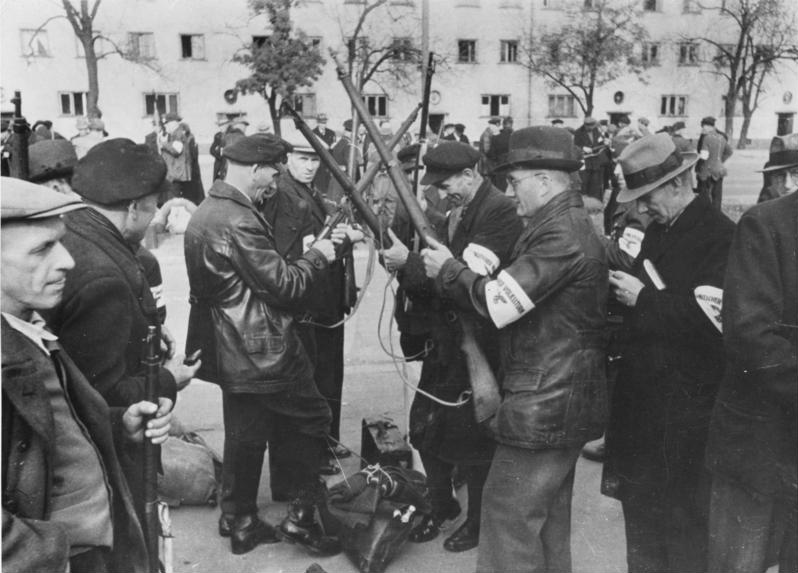
Pruebas de armamento.
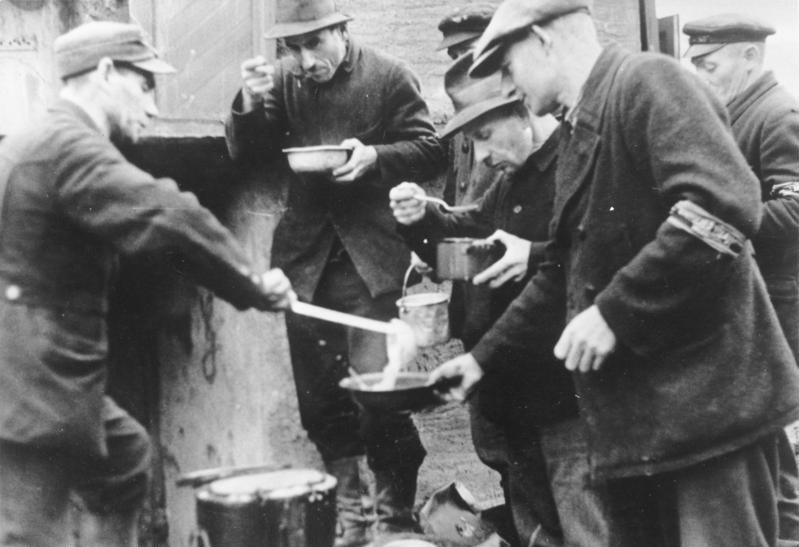
Miembros del Volkssturm almorzando durante Navidad, diciembre de 1944.
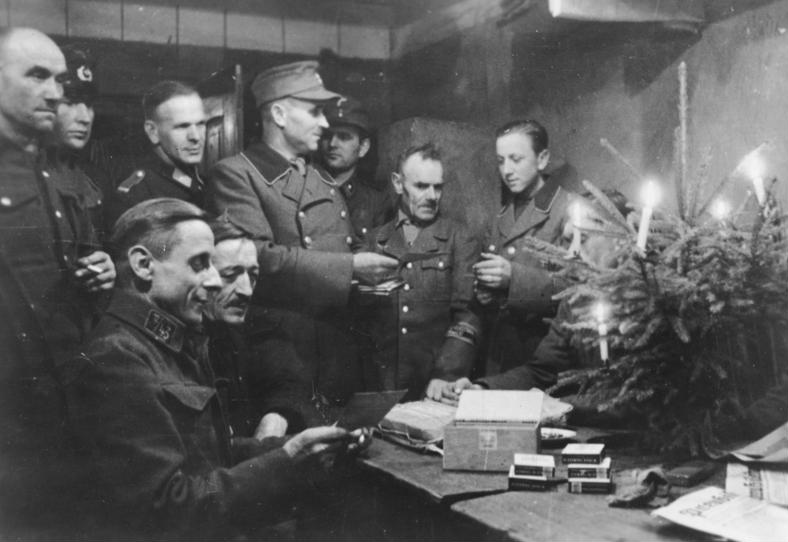
Celebración navideña, diciembre de 1944.
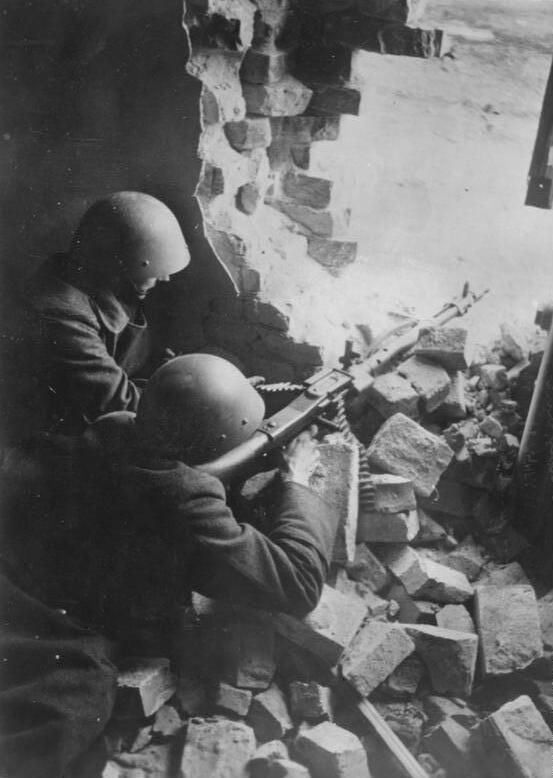
Miembros del Volkssturm estacionados con una MG 34 en el Frente germano-soviético de Silesia, abril de 1945.

## Miembros notables
- Ernst Tiburzy, condecorado con la Cruz de Caballero de la Cruz de Hierro
- Martin Heidegger, filósofo alemán y miembro del NSDAP[10]
- Alfred Zech, niño soldado, condecorado con la Cruz de Hierro, 2.ª clase.
- Heinz Schubert, actor alemán

## En ficción
- El escritor Gregor Dorfmeister, bajo el seudónimo de "Manfred Gregor", publicó en 1958 la novela Die Brücke basada en sus experiencias en una unidad del Volkssturm. La novela ha sido adaptada al cine en un filme de 1959 y una película hecha para televisión en  2008.
- Las unidades de la Volkssturm compuestas de adolescentes se representan en escenas de batalla en la película de 2004, El Hundimiento.[11]

### Citas
1. ↑  «Фольксштурм». Archivado desde el original el 3 de mayo de 2010. Consultado el 3 de mayo de 2010.
2. ↑  «Энциклопедия Второй мировой войны - Фольксштурм». Archivado desde el original el 30 de julio de 2018. Consultado el 30 de julio de 2018.
3. ↑  Fritz, 2004, p. ix.
4. ↑  Kershaw, 2011, pp. 86–88.
5. ↑  Burleigh, 2000, p. 786.
6. ↑  «Fritz, Stephen. p. 191 (2004). Endkampf: soldados, civiles y la muerte del Tercer Reich. Lexington: The University Press of Kentucky. ISBN 978-0-81312-325-7.».
7. ↑  «Evans 2010, p. 676.».
8. ↑  «Sorge, Martin K. (1986). El otro precio de la guerra de Hitler: pérdidas militares y civiles alemanas resultantes de la Segunda Guerra Mundial . Nueva York: Greenwood Press. Sorge 1986, p. 50.».
9. ↑  «Beevor. p. 308 (2002). La caída de Berlín, 1945. Nueva York; Londres: vikingo. ISBN 0-670-03041-4.».
10. ↑  Safranski, 1999, pp. 332–333.
11. ↑  Ver Downfall (2004) en IMDB.com: https://www.imdb.com/title/tt0363163/?___441